# Partecipanti all'Omloop Het Nieuwsblad 2025
Elenco dei partecipanti all'Omloop Het Nieuwsblad 2025.
L'Omloop Het Nieuwsblad 2025 è stata l'ottantesima edizione della corsa. Alla competizione presero parte 25 squadre: le 18 iscritte all'UCI World Tour 2025 e 7 invitate dell'UCI ProTeam.
Ciascuna delle squadre è composta da sette ciclisti, per un totale di 175 accreditati alla partenza.

## Corridori per squadra
Nota: R ritirato, NP non partito, FT fuori tempo, SQ squalificato
| Red Bull-Bora-Hansgrohe | Red Bull-Bora-Hansgrohe | Red Bull-Bora-Hansgrohe | Team Visma-Lease a Bike | Team Visma-Lease a Bike | Team Visma-Lease a Bike | Alpecin-Deceuninck         | Alpecin-Deceuninck         | Alpecin-Deceuninck         |
| ----------------------- | ----------------------- | ----------------------- | ----------------------- | ----------------------- | ----------------------- | -------------------------- | -------------------------- | -------------------------- |
| Nº                      | Ciclista                | Clas.                   | Nº                      | Ciclista                | Clas.                   | Nº                         | Ciclista                   | Clas.                      |
| 1                       | Jan Tratnik             | 59º                     | 11                      | Wout Van Aert           | 11º                     | 21                         | Jasper Philipsen           | 3º                         |
| 2                       | Roger Adrià             | 23º                     | 12                      | Edoardo Affini          | 151º                    | 22                         | Silvan Dillier             | 103º                       |
| 3                       | Ryan Mullen             | R                       | 13                      | Tiesj Benoot            | 44º                     | 23                         | Robbe Ghys                 | 134º                       |
| 4                       | Oier Lazkano            | 126º                    | 14                      | Matthew Brennan         | 69º                     | 24                         | Kaden Groves               | 65º                        |
| 5                       | Jordi Meeus             | R                       | 15                      | Victor Campenaerts      | 132º                    | 25                         | Xandro Meurisse            | 63º                        |
| 6                       | Mick van Dijke          | 26º                     | 16                      | Per Strand Hagenes      | 124º                    | 26                         | Oscar Riesebeek            | 125º                       |
| 7                       | Tim van Dijke           | 15º                     | 17                      | Matteo Jorgenson        | 52º                     | 27                         | Gianni Vermeersch          | 49º                        |
| Intermarché-Wanty       | Intermarché-Wanty       | Intermarché-Wanty       | Soudal Quick-Step       | Soudal Quick-Step       | Soudal Quick-Step       | Arkéa-B&B Hotels           | Arkéa-B&B Hotels           | Arkéa-B&B Hotels           |
| Nº                      | Ciclista                | Clas.                   | Nº                      | Ciclista                | Clas.                   | Nº                         | Ciclista                   | Clas.                      |
| 31                      | Arne Marit              | 66º                     | 41                      | Yves Lampaert           | 51º                     | 51                         | Jenthe Biermans            | 29º                        |
| 32                      | Vito Braet              | 34º                     | 42                      | Pepijn Reinderink       | 109º                    | 52                         | Amaury Capiot              | 21º                        |
| 33                      | Luca Van Boven          | 54º                     | 43                      | Pascal Eenkhoorn        | 57º                     | 53                         | Donavan Grondin            | R                          |
| 34                      | Adrien Petit            | R                       | 44                      | Gil Gelders             | 114º                    | 54                         | Giosuè Epis                | 97º                        |
| 35                      | Laurenz Rex             | 30º                     | 45                      | Paul Magnier            | 2º                      | 55                         | Miles Scotson              | 143º                       |
| 36                      | Jonas Rutsch            | 41º                     | 46                      | Casper Pedersen         | 35º                     | 56                         | Florian Sénéchal           | 108º                       |
| 37                      | Roel Sintmaartensdijk   | R                       | 47                      | Dries Van Gestel        | 64º                     | 57                         | Pierre Thierry             | 83º                        |
| Bahrain Victorious      | Bahrain Victorious      | Bahrain Victorious      | Cofidis                 | Cofidis                 | Cofidis                 | Decathlon AG2R La Mondiale | Decathlon AG2R La Mondiale | Decathlon AG2R La Mondiale |
| Nº                      | Ciclista                | Clas.                   | Nº                      | Ciclista                | Clas.                   | Nº                         | Ciclista                   | Clas.                      |
| 61                      | Matej Mohorič           | 150º                    | 71                      | Dylan Teuns             | 45º                     | 81                         | Oliver Naesen              | 22º                        |
| 62                      | Roman Ermakov           | 87º                     | 72                      | Piet Allegaert          | 7º                      | 82                         | Stefan Bissegger           | 25º                        |
| 63                      | Matevž Govekar          | 152º                    | 73                      | Bryan Coquard           | 136º                    | 83                         | Dries De Bondt             | 77º                        |
| 64                      | Kamil Gradek            | 113º                    | 74                      | Aimé De Gendt           | 127º                    | 84                         | Rasmus S. Pedersen         | 13º                        |
| 65                      | Andrea Pasqualon        | 74º                     | 75                      | Alexis Renard           | 14º                     | 85                         | Stan Dewulf                | 33º                        |
| 66                      | Robert Stannard         | 102º                    | 76                      | Ludovic Robeet          | 149º                    | 86                         | Tord Gudmestad             | 123º                       |
| 67                      | Fred Wright             | 39º                     | 77                      | Nolann Mahoudo          | 139º                    | 87                         | Gianluca Pollefliet        | 146º                       |
| EF Education-EasyPost   | EF Education-EasyPost   | EF Education-EasyPost   | Groupama-FDJ            | Groupama-FDJ            | Groupama-FDJ            | Ineos Grenadiers           | Ineos Grenadiers           | Ineos Grenadiers           |
| Nº                      | Ciclista                | Clas.                   | Nº                      | Ciclista                | Clas.                   | Nº                         | Ciclista                   | Clas.                      |
| 91                      | Kasper Asgreen          | 40º                     | 101                     | Stefan Küng             | 32º                     | 111                        | Bob Jungels                | 119º                       |
| 92                      | Vincenzo Albanese       | 8º                      | 102                     | Lewis Askey             | 10º                     | 112                        | Kim Heiduk                 | 116º                       |
| 93                      | Owain Doull             | 92º                     | 103                     | Sven Erik Bystrøm       | 75º                     | 113                        | Artem Shmidt               | 98º                        |
| 94                      | Mikkel Honoré           | 62º                     | 104                     | Kevin Geniets           | 37º                     | 114                        | Connor Swift               | 118º                       |
| 95                      | Madis Mihkels           | R                       | 105                     | Johan Jacobs            | 141º                    | 115                        | Joshua Tarling             | 47º                        |
| 96                      | Marijn van den Berg     | 9º                      | 106                     | Olivier Le Gac          | 107º                    | 116                        | Ben Turner                 | 121º                       |
| 97                      | Michael Valgren         | 130º                    | 107                     | Clément Russo           | 104º                    | 117                        | Samuel Watson              | 5º                         |
| Lidl-Trek               | Lidl-Trek               | Lidl-Trek               | Movistar Team           | Movistar Team           | Movistar Team           | Team Jayco AlUla           | Team Jayco AlUla           | Team Jayco AlUla           |
| Nº                      | Ciclista                | Clas.                   | Nº                      | Ciclista                | Clas.                   | Nº                         | Ciclista                   | Clas.                      |
| 121                     | Jasper Stuyven          | 48º                     | 131                     | Iván García Cortina     | 81º                     | 141                        | Robert Donaldson           | 89º                        |
| 122                     | Tim Declercq            | 95º                     | 132                     | Orluis Aular            | 111º                    | 142                        | Anders Foldager            | 90º                        |
| 123                     | Daan Hoole              | 106º                    | 133                     | Jon Barrenetxea         | 82º                     | 143                        | Jelte Krijnsen             | 73º                        |
| 124                     | Edward Theuns           | 122º                    | 134                     | Davide Cimolai          | R                       | 144                        | Kelland O'Brien            | 80º                        |
| 125                     | Toms Skujiņš            | 31º                     | 135                     | Lorenzo Milesi          | R                       | 145                        | Elmar Reinders             | 27º                        |
| 126                     | Tim Torn Teutenberg     | 147º                    | 136                     | Manlio Moro             | 155º                    | 146                        | Campbell Stewart           | 153º                       |
| 127                     | Mathias Vacek           | 16º                     | 137                     | Mathias Norsgaard       | 138º                    | 147                        | Jasha Sütterlin            | 154º                       |
| Team Picnic PostNL      | Team Picnic PostNL      | Team Picnic PostNL      | UAE Team Emirates XRG   | UAE Team Emirates XRG   | UAE Team Emirates XRG   | XDS Astana Team            | XDS Astana Team            | XDS Astana Team            |
| Nº                      | Ciclista                | Clas.                   | Nº                      | Ciclista                | Clas.                   | Nº                         | Ciclista                   | Clas.                      |
| 151                     | John Degenkolb          | R                       | 161                     | Nils Politt             | 50º                     | 171                        | Davide Ballerini           | 137º                       |
| 152                     | Alexander Edmondson     | NP                      | 162                     | Mikkel Bjerg            | 70º                     | 172                        | Alberto Bettiol            | 115º                       |
| 153                     | Sean Flynn              | 76º                     | 163                     | Rune Herregodts         | 100º                    | 173                        | Cees Bol                   | 18º                        |
| 154                     | Enzo Leijnse            | 61º                     | 164                     | Jhonatan Narváez        | 43º                     | 174                        | Michele Gazzoli            | 105º                       |
| 155                     | Tim Naberman            | R                       | 165                     | António Morgado         | 42º                     | 175                        | Alessandro Romele          | 110º                       |
| 156                     | Patrick Eddy            | R                       | 166                     | Florian Vermeersch      | 140º                    | 176                        | Ide Schelling              | 129º                       |
| 157                     | Julius van den Berg     | 60º                     | 167                     | Tim Wellens             | 46º                     | 177                        | Mike Teunissen             | 19º                        |
| Israel-Premier Tech     | Israel-Premier Tech     | Israel-Premier Tech     | Lotto                   | Lotto                   | Lotto                   | Uno-X Mobility             | Uno-X Mobility             | Uno-X Mobility             |
| Nº                      | Ciclista                | Clas.                   | Nº                      | Ciclista                | Clas.                   | Nº                         | Ciclista                   | Clas.                      |
| 181                     | Joseph Blackmore        | 93º                     | 191                     | Arnaud De Lie           | 85º                     | 201                        | Jonas Abrahamsen           | 53º                        |
| 182                     | Guillaume Boivin        | R                       | 192                     | Lionel Taminiaux        | 135º                    | 202                        | Jonas Hvideberg            | 96º                        |
| 183                     | Matis Louvel            | 28º                     | 193                     | Cédric Beullens         | 91º                     | 203                        | Søren Wærenskjold          | 1º                         |
| 184                     | Riley Pickrell          | R                       | 194                     | Jasper De Buyst         | 131º                    | 204                        | Amund G. Jansen            | 148º                       |
| 185                     | Riley Sheehan           | 99º                     | 195                     | Sébastien Grignard      | 88º                     | 205                        | Erik Resell                | R                          |
| 186                     | Jake Stewart            | 20º                     | 196                     | Arjen Livyns            | 17º                     | 206                        | Anders Skaarseth           | 86º                        |
| 187                     | Tom Van Asbroeck        | 71º                     | 197                     | Brent Van Moer          | 4º                      | 207                        | Rasmus Tiller              | 67º                        |
| Q36.5 Pro Cycling Team  | Q36.5 Pro Cycling Team  | Q36.5 Pro Cycling Team  | Team Flanders-Baloise   | Team Flanders-Baloise   | Team Flanders-Baloise   | Tudor Pro Cycling Team     | Tudor Pro Cycling Team     | Tudor Pro Cycling Team     |
| Nº                      | Ciclista                | Clas.                   | Nº                      | Ciclista                | Clas.                   | Nº                         | Ciclista                   | Clas.                      |
| 211                     | Thomas Pidcock          | 38º                     | 221                     | Alex Colman             | R                       | 231                        | Matteo Trentin             | 12º                        |
| 212                     | Fabio Christen          | 55º                     | 222                     | Brem Deman              | 144º                    | 232                        | Robin Froidevaux           | 133º                       |
| 213                     | Frederik Frison         | R                       | 223                     | Siebe Deweirdt          | 56º                     | 233                        | Marco Haller               | 120º                       |
| 214                     | Kamil Małecki           | R                       | 224                     | Yentl Vandevelde        | R                       | 234                        | Petr Kelemen               | 145º                       |
| 215                     | Nicolò Parisini         | R                       | 225                     | Dylan Vandenstorme      | 112º                    | 235                        | Fabian Lienhard            | 117º                       |
| 216                     | Jannik Steimle          | 68º                     | 226                     | Ward Vanhoof            | 78º                     | 236                        | Marius Mayrhofer           | 128º                       |
| 217                     | Nickolas Zukowsky       | 142º                    | 227                     | Victor Vercouillie      | 58º                     | 237                        | Rick Pluimers              | 24º                        |
| Unibet Tietema Rockets  |                         |                         |                         |                         |                         |                            |                            |                            |
| Nº                      | Ciclista                | Clas.                   |                         |                         |                         |                            |                            |                            |
| 241                     | Hartthijs de Vries      | 36º                     |                         |                         |                         |                            |                            |                            |
| 242                     | Owen Geleijn            | 101º                    |                         |                         |                         |                            |                            |                            |
| 243                     | Axel Huens              | 72º                     |                         |                         |                         |                            |                            |                            |
| 244                     | Jelle Johannink         | 84º                     |                         |                         |                         |                            |                            |                            |
| 245                     | Tomáš Kopecký           | 94º                     |                         |                         |                         |                            |                            |                            |
| 246                     | Lukáš Kubiš             | 6º                      |                         |                         |                         |                            |                            |                            |
| 247                     | Abram Stockman          | 79º                     |                         |                         |                         |                            |                            |                            |